# Castelnuovo Scrivia
Castelnuovo Scrivia (piemontesisch Castelneuv da Scrivia) ist eine italienische Gemeinde in der Provinz Alessandria (AL), Region Piemont.

## Lage und Einwohner
Die Gemeinde Castelnuovo Scrivia liegt knapp 30 km nordöstlich von der Provinzhauptstadt Alessandria auf einer Höhe von 82 m über dem Meeresspiegel am Fluss Scrivia. Das Gemeindegebiet umfasst eine Fläche von 45,42 km² und hat 4849 (Stand 31. Dezember 2023) Einwohner. Die Gemeinde grenzt an die Lombardei. Die  Autostrada A7 und die A21 führen durch das Gemeindegebiet. An der A7 hat sie eine Mautstelle mit Ein- und Ausfahrt. Zur Gemeinde zählen auch die Ortsteile (Fraktionen) Gerbidi, Ova, Pilastro und Secco.
Die Nachbargemeinden sind Alzano Scrivia, Casei Gerola (PV), Guazzora, Isola Sant’Antonio, Molino dei Torti, Pontecurone, Sale und Tortona.

### Bevölkerungsentwicklung

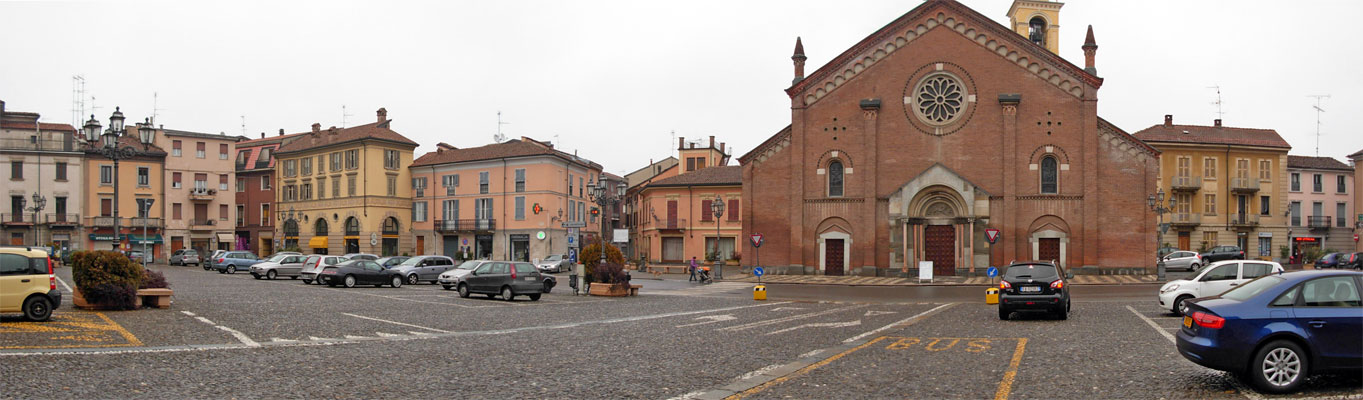
Panorama von Castelnuovo Scrivia mit der Pfarrkirche der Heiligen Peter und Paul

## Geschichte

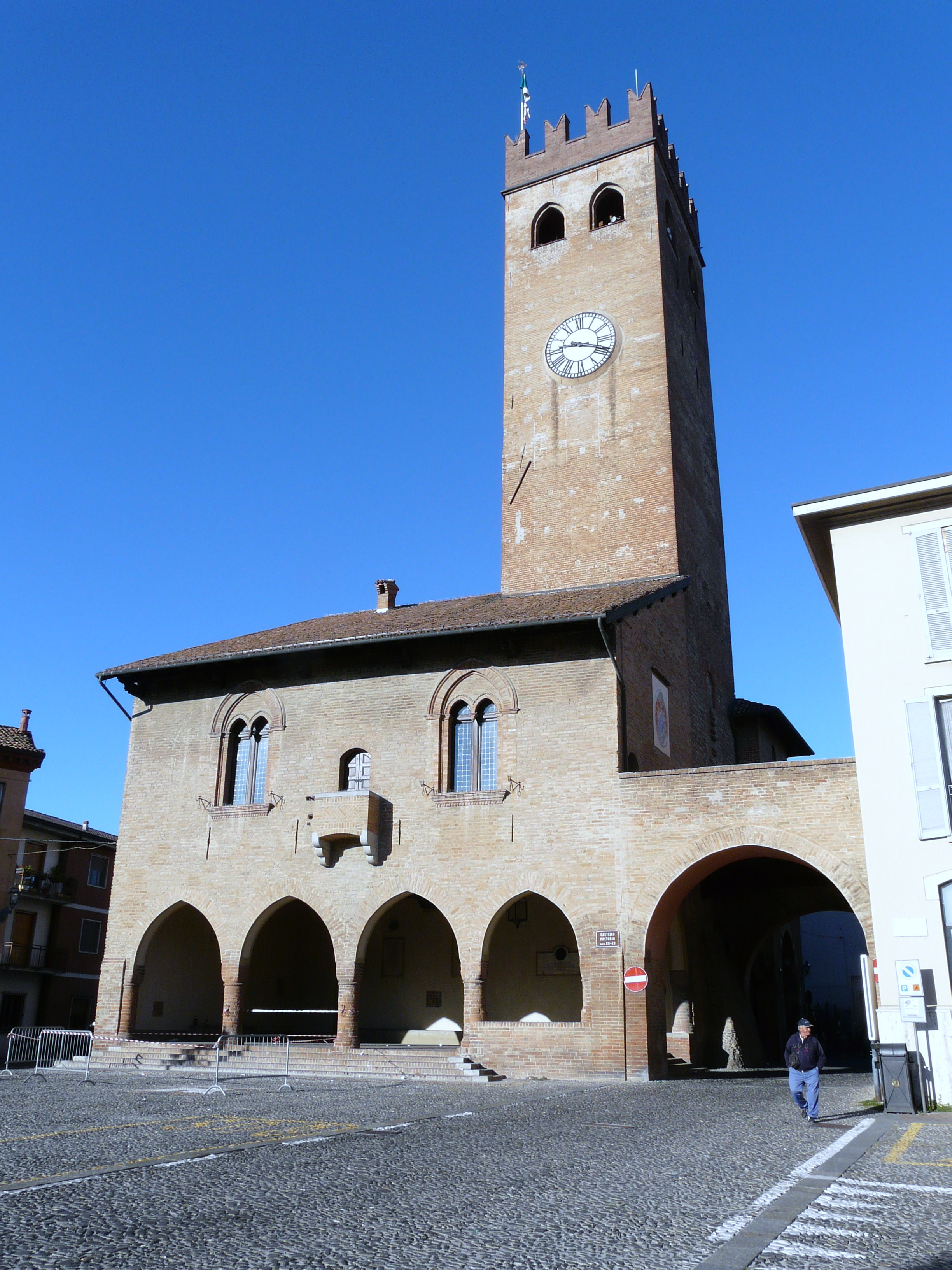
Palazzo Pretorio

Die ersten Zeugnisse des Ortsnamens stammen aus dem Mittelalter mit den Formen Castronovo und Castrum Novum, gefolgt von der nicht späten Form Castellonovo, die die Grundlage für den offiziellen Namens gebildet hat. Seine Ursprünge reichen bis in die Römerzeit zurück, als sein bewohnter Kern von den Ostgoten des Königs Theoderich erbaut wurde, der sich im 5. Jahrhundert in Tortona niederließ. Im Mittelalter gehörte es zunächst zu Pavia, danach zu Tortona. Bevor es eine freie Gemeinde wurde, war sie etwa fünfzig Jahre ein Lehen der Familie Torriani.
Im 15. Jahrhundert ging es an Filippo Visconti über, der 1415 den berühmten Anführer Francesco Bussone, bekannt als Carmagnola, zum Grafen ernannte, dem die Regierung anvertraut wurde. Mit der Ankunft der Spanier wurde es 1526 als Markgrafschaft errichtet und als Lehen zunächst an Don Alfonso Alvalos und danach an die Familie Marini vergeben. Während des Spanischen Erbfolgekrieges wurde es von Österreich besetzt. Im 18. Jahrhundert ging es an die Familie Savoyen über.
Die Bahnstrecke Tortona-Castelnuovo Scrivia war eine Lokalbahn, die von 1895 bis 1933 die Städte Tortona und Castelnuovo Scrivia verband, eine sogenannte Wirtschaftsbahn mit Straßenbahneigenschaften. Sie hatte eine Länge von 8,6 Kilometer und insgesamt fünf Haltstellen.
Die Brüder Francesco, Petro und Biagino Patricola, gelernte Holzblasinstrumentenbauer, gründeten 1976 in Castelnuovo die Manufaktur Fratelli Patricola zur Herstellung von Oboen und Klarinetten.

## Sehenswürdigkeiten
- Die Pfarrkirche der Heiligen Peter und Paul, ein imposantes romanisches Gebäude aus dem 12. Jahrhundert mit einem wunderschönen Portal und einer Tafel des Malers Alessandro Berri im Inneren.
- Der Prätorianerpalast (Palazzo Pretoio) aus dem 14. Jahrhundert, der auf der Rückseite von einem hohen zinnenbekrönten Turm dominiert wird, einem Überbleibsel der antiken Torriani-Burg, in dem man Fresken aus dem 15. Jahrhundert bewundern kann.
- Der Centurione-Scotto-Palast im genuesischen Baustil aus dem 17. Jahrhundert, heute Sitz der Gemeinde.
- Die Kirche San Rocco und die Kirche Sant'Ignazio.
- Der Gobba-Turm, auch Hexenturm oder Schiefer Turm, ein 1910 erbauter 34 m hoher Turm.[4]

## Gemeindepartnerschaften
- Port-Sainte-Marie, seit 1963
- Bazens, seit 1963
- Santa Domenica Talao, seit 1997

## Söhne und Töchter der Stadt
- Matteo Bandello (um 1485–1561/1565), italienischer Dichter
- Cesare Kardinal Zerba (1892–1973), italienischer Kurienkardinal